# Liniine, Nîjnohirskîi
Liniine (în ucraineană Лінійне) este un sat în așezarea urbană Nîjnohirskîi din Republica Autonomă Crimeea, Ucraina.

## Demografie
Componența lingvistică a localității Liniine
     Rusă (60%)
     Tătară crimeeană (27,88%)
     Ucraineană (11,72%)
     Alte limbi (0,2%)
Conform recensământului din 2001, majoritatea populației localității Liniine era vorbitoare de rusă (60%), existând în minoritate și vorbitori de tătară crimeeană (27,88%) și ucraineană (11,72%).